# Fahri Korutürk

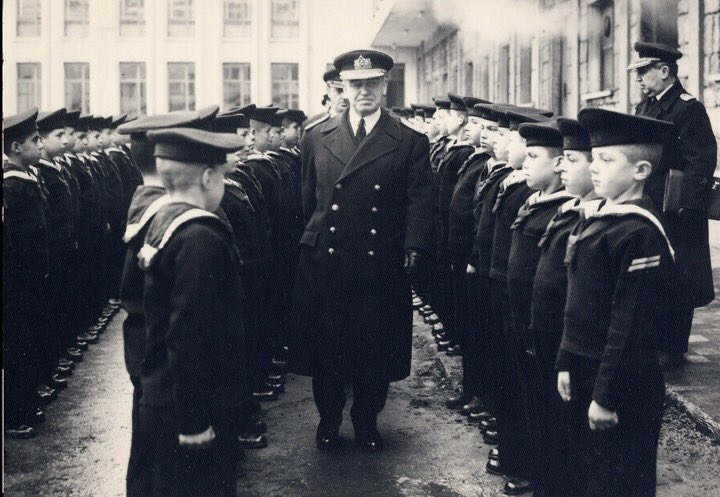
Admiral Korutürk mit Kadetten

Fahri Sabit Korutürk (* 3. August 1903 in Istanbul; † 12. Oktober 1987 ebenda) war ein türkischer Politiker, Staatsmann und Admiral. 
Korutürk schlug zunächst eine militärische Laufbahn bei der Marine ein. Von 1916 bis 1923 besuchte er die Marineschule und anschließend bis 1933 die Marineakademie. In der Folgezeit hatte er mehrere Posten und Ämter inne, etwa als Marineattaché in Rom, Berlin und Stockholm. 1936 war er bei der Unterzeichnung des Vertrags von Montreux anwesend. 1950 wurde er zum Admiral befördert, später zum Flottenadmiral. 
Nach seiner Pensionierung 1960 war er als Botschafter in Moskau und Madrid tätig. 1968 wurde er Mitglied des Senats. Vom 6. April 1973 bis 6. April 1980 schließlich war er – als Nachfolger von General Cevdet Sunay – der sechste Staatspräsident der Türkei. Gewählt wurde Korutürk vom Parlament als Kompromisskandidat, nachdem der Widerstand der großen Parteien den eigentlichen Favoriten der Militärführung, General Faruk Gürler, zu Fall gebracht hatte. Als streng überparteiliches Staatsoberhaupt konnte Korutürk seine Autorität und sein politisches Gewicht auch gegenüber den mächtigen rivalisierenden Parteiführern und Ministerpräsidenten Bülent Ecevit und Süleyman Demirel zur Geltung bringen. Nach dem Ende seiner Amtszeit fand sich im Parlament in Dutzenden von Wahlgängen keine Mehrheit für die Wahl eines Nachfolgers. Die Dauerkrise führte im September 1980 zum Militärputsch von General Kenan Evren und damit zur Beseitigung der (mit der Verfassung von 1961 geschaffenen) „Zweiten Republik“. Korutürk missbilligte die unter Evren erlassene neue Verfassung als zu autoritär gefärbt. 
Der Ehrenname Korutürk („Beschützer der Türken“) wurde ihm von Kemal Atatürk persönlich verliehen.
Fahri Korutürk war seit 1944 verheiratet. Aus der Ehe mit seiner Frau Emel gingen zwei Söhne und eine Tochter hervor. Sein Sohn Selah und seine Schwiegertochter Zergün Korutürk traten in den diplomatischen Dienst der Türkei ein.

## Bestattung
Fahri Korutürk ist auf dem Türkischen Staatsfriedhof in Ankara begraben.